# Iclod
Iclod est une commune de Transylvanie, en Roumanie, dans le județ de Cluj. Elle est composée des villages Iclod, Fundătura, Iclozel, Livada, Orman.